# Causing a Commotion
A Causing a Commotion című dal Madonna amerikai énekesnő második kimásolt kislemeze a Who’s That Girl című filmzene albumáról, melyet 1987. augusztus 25-én jelentett meg a Sire Records. A Silver Screen Single Mix később megjelent az 1991-es brit The Holiday Collection részeként. A dalt Madonna és Stephen Bray írta és készítette. A dalt Madonna és korábbi férje Sean Penn kapcsolata, bántalmazó és erőszakos jellege ihlette. A dal táncorientált up tempójú dal.
A dal vegyes kritikákat kapott. A dal Top 10-es helyezést ért el az Egyesült Államokban, Ausztráliában, Kanadában, Írországban, Új-Zélandon, Svédországban, és az Egyesült Királyságban, de felkerült az amerikai Billboard US Dance listára is. A dalt Madonna előadta a Who’s That Girl világturnén, melyet műholdon keresztül továbbítottak az 1987-es MTV Video Music Awards díjkiosztó gálára, és az 1990-es Blond Ambition világ turnéra is.
Kiadása óta a dal keveredik a kritikusok pozitív véleményeivel. Ez lett az első tíz sláger az Egyesült Államokban, Ausztráliában, Kanadában, Írországban, Új-Zélandon, Svédországban és az Egyesült Királyságban, és elérte a Billboard amerikai tánclistáját. Madonna előadta a dalt a Who’s That Girl világkörüli turnén  – amelyet műholdas csatornán továbbítottak az 1987-es MTV Video Music Awards-ra  – és a Blond Ambition turnéján 1990-ben. Az előadásokat beleillesztették a turnékról szóló otthoni videókba.

## Előzmények és megjelenés
Madonna 1986-ban forgatta harmadik Who’s That Girl című filmjét, melynek eredetileg Slammer volt a címe. A filmzenéhez Patrick Leonard, és Stephen Bray segítségét kérte, akivel a harmadik stúdióalbumot a True Blue című albumot is készítették.  A dalt Madonna és Bray írta a filmhez. A dalt Madonna és akkori férje Sean Penn zavaros kapcsolata ihlette. Madonna úgy érezte, hogy házassága a szétesés szélén áll, Penn bántalmazó és erőszakos viselkedése miatt.  A dal ennek az inspirációja volt. Madonna a Rolling Stone-nak adott interjúban beszélt házasságáról: 

Nem szeretem az erőszakot. Soha nem bántottam meg, és nem ütöttem meg senkit, és soha nem gondoltam volna, hogy bármilyen erőszaknak kellett volna történnie. Megértettem Sean haragját, és én is meg akartam néha ütni a paparazzikat. Soha nem tenném, mert rájöttem, hogy ez csak tovább rontja a helyzetet.

Az Egyesült Államokban 1987 augusztusában jelent meg a dal. Az Egyesült Királyságban közvetlenül a világturné előtt adták ki a dalt. 1991-ben a dal Silver Screen Single Mix változata szerepet a The Madonna Collection EP-n.

## Felvétel és összetétel
A "Causing a Commotion" című dalt Bray rögzítette, és Shep Pettibone-val együtt keverte. Junior Vasquez volt a mix mester Steve Peck mellett, aki a hangmérnöki munkálatokat is végezte. A háttérénekesek Donna De Lory és Niki Harris voltak. A dal egy táncos up-tempójú dal. A dal számos olyan részből áll, melyek egymással interpolálódnak. A kórus úgy kezdődik, hogy Madonna a következőket énekli: "I've got the moves baby, You've got the motion, If we got together we be causing a commotion." A verséket négy hangjegyű basszusvonal és egymással interkultáló staccato akkordok kísérik.
A dalszövegek utalnak Madonna 1985-ös Into the Groove című dalára, melyben az ének harmóniája három részből áll. Andrzej Ciuk az Exploring Space szerzője megjegyezte, hogy az "opposites attract" kifejezés közmondásos státusza, mint a "love" a kulturális fogalmak meghatározó alkotóeleme, mely a dalszövegekkel ellátott dalban is nyilvánvaló volt:  "You met your match when you met me, I know that you'll disagree its crazy, But opposites attract you'll see, And I won't let you get away so easy"

## Kritikák
A dal általában pozitív visszajelzéseket kapott. Rikky Rooksby a The Complete Guide to the Music of Madonna című könyv szerzője azt írta a dalról, hogy tökéletesen elfogadható, bár nem  ugyanabba az osztályba tartozik, mint a "Who’s That Girl". Christian Wright (Spin) a dalt egy "dalünnep"-nek nevezte. Camille Paglia a The Madonna Companion: Two Decades of Commentray szerzője Madonnát hatalmasnak nevezte a dalban, melyben a rezonáns basszusgitárok játéka lenyűgözte. Ezt írta: "Emlékszem a döbbenetes csodára, amikor 1987-ben ültem a színházban, és először meghallottam a dal összeomló, csökkenő akkordjait, mellyel megnyitotta a "Who’s That Girl" című filmet. Ha meg akarja hallgatni a dalt, a modernitás lényegét, hallgassa meg az akkordokat, a pokoli, apokaliptikus és durván érzéki akkordokat, mely a századforduló hangja. Stephen Thomas Erlewine AllMusic megjegyezte, hogy a "Causing a Commotion" és a "Who’s That Girl" nem szerepeltek Madonna legjobb dalai között. Matthew Jacobs a HuffPost-tól Madonna végleges kislemezei között a 46. helyre sorolta a dalt, aki vidámnak nevezte a dalt annak ellenére, hogy a dalt a Sean Penn és Madonna közötti házasság romlása inspirálta. Richard LeBeau úgy ítélte meg, hogy a dalban nincs semmi különös, de elfelejthető, különösen ha összehasonlítják az azt megelőző ragyogó kislemezekkel.
2018 augusztusában a Billboard az énekes 85. legnagyobb dalának ítélte meg a szerzeményt. Joel Lynch azt írta: "Csak Madonna adhat ki egy ilyen könnyű dalt, mely egy kritikusan megítélt filmből való, mégis slágerlistás 2. helyezést ér el a Hot 100-as listán. A letaglózó AF basszus vonal és az előadás elszántsága enyhe örömöt okoz". Louis Virtel a The Blacklot-ból a 100 legnagyobb Madonna dal listán a 16. helyre sorolta a dalt. A Gay Star News-tól Joe Morgan abszolút gyöngyszemnek nevezte a dalt, amely sajnos háttérbe szorult a 80-as évek Madonna klasszikusai mögött. A Medium weboldaltól Richard LaBeau azt mondta a dalról: "Ebben a számban nincs semmi különösebb, de mélyen elfelejthető, különösen összehasonlítva az azt megelőző és azt követő ragyogó kislemezekkel".

## Sikerek
A "Causing a Commotion" 1987. szeptember 12-én debütált a Billboard Hot 100-as lista 41. helyén, mivel a Who’s That Girl" Top 10-es volt a slágerlistán. A dal az 1987. október 24-i héten elérte a 2. helyet. Ezen a héten Michael Jackson "Bad" című dala pedig versenyben állt a Madonna dallal. A dal csupán három egymást követő héten volt slágerlistás 2. helyezett, majd távozott a listáról. A dal a Billboard Adult Contemporary listán Top 40-es helyezés volt, azonban a Hot Dance Club Play listán az első lett.  Kanadában a 90. helyen debütált a dal az RPM kislemezlistán 1987. szeptember 19-én. Hat hét után a dal 2. helyezett lett. Összesen 31 hétig volt slágerlistán, mely az évi összesített listán a 47. helyezést érte el.
Az Egyesült Királyságban 1987. szeptember 19-én jelent meg a dal.  A 7. helyen debütált a brit kislemezlistán, és a 4. helyig jutott. A dal összesen kilenc hétig volt jelen a listán. A kislemezből 230.000 példányt értékesítettek az országban. Németországban a dal a 66. helyen debütált a Media Control Charts listán, majd három hét után a 14. helyezett lett, összesen 12 hetet töltve a listán. A dal Ausztráliában és az European Hot 100-as listán Top 10-es helyezett volt a dal a 7. helyen, majd a 3 helyet sikerült megszereznie. Belgiumban, Írországban, Hollandiában, Új-Zélandon, és Svájcban Top 10-es volt a dal, Ausztriában, Norvégiában és Svédországban pedig Top 20-as helyezést ért el.

## Élő fellépések

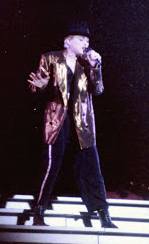
Madonna előadás közben a londoni Wembley Stadionban (1987)

Madonna a dalt az 1987-es Who’s That Girl World Tour-on és az 1990-es Blond Ambition World Tour-on adta elő. A jelmezeket Marlene Stewart tervezte, és Madonna együttműködött vele a ruhák tervezésében. Az előadásokon hasonló ruhákat viselt, hogy életre keltse a videóban látott karaktert, és bemutassa a dal "gengszter" témáját. A fellépésen lamé kabátot viselt két táncos kíséretében, akiknél fegyver volt. A dalnak két változata létezik, melyet rögzítettek. Az egyik a Who’s That Girl: Live in Japan című kiadvány, melyet kizárólag Japánban terjesztettek, míg a másik a Ciao Italia: Live from Italy, melyet 1987. szeptember 4-én rögzítettek Olaszországban, Torinoban. Ez utóbbi előadást műholdon mutatták be az 1987-es MTV Video Music Awards díjkiosztón.
A Blond Ambition World Tour-on a dal a harmadik előadás volt. Az előadáson viselt ruhát Carol Clerk, a Madonnastyle szerzője "férfias és nőies tökéletes vizuális kombinációnak" írta el. A dalról két videofelvételt rögzítettek, melyet Jokohama-ban rögzítettek 1990. április 27-én, és Blond Ambition Japan Tour 90 címen jelent meg. A Blond Ambition World Tour Live Franciaországban lett rögzítve 1990. augusztus 5-én.

## Számlista
| - US 7" Single 1. "Causing a Commotion" (Silver Screen Single Mix) – 4:05 2. "Jimmy Jimmy" (LP Version) – 3:54 - UK 12" Single 1. "Causing a Commotion" (Silver Screen Mix) – 6:39 2. "Causing a Commotion" (Movie House Mix) – 9:44 3. "Jimmy Jimmy" (Fade) – 3:39 | - US 12" Maxi Single 1. "Causing a Commotion" (Silver Screen Mix) – 6:39 2. "Causing a Commotion" (Dub) – 7:09 3. "Causing a Commotion" (Movie House Mix) – 9:44 4. "Jimmy Jimmy" (LP Version) – 3:54 - Germany / UK CD Maxi Single (1995) 1. "Causing a Commotion" (Silver Screen Mix) – 6:39 2. "Causing a Commotion" (Dub) – 7:09 3. "Causing a Commotion" (Movie House Mix) – 9:44 4. "Jimmy Jimmy" (LP Version) – 3:54 |

## Közreműködő előadók
- Madonna  – író , ének , producer
- Stephen Bray  – író, producer, hangkeverés
- Shep Pettibone  – audio keverés, kiegészítő produkció
- Junior Vasquez  – keverőmérnök, hangszerkesztő
- Steve Peck – keverőmérnök
- Donna De Lory  – háttér vokál
- Niki Haris  – háttér vokál

## Slágerlista
| Slágerlista (1987)                    | Legjobb helyezés |
| ------------------------------------- | ---------------- |
| Australia (Kent Music Report)         | 7                |
| Ausztria (Ö3 Austria Top 40)          | 14               |
| Belgium (Ultratop 50 Flanders)        | 2                |
| Kanada Top Singles (RPM)              | 2                |
| Europe (European Hot 100 Singles)     | 3                |
| Iceland (RÚV)                         | 3                |
| Írország (IRMA)                       | 2                |
| Hollandia (Top 40)                    | 3                |
| Hollandia (Single Top 100)            | 3                |
| Norvégia (VG-lista)                   | 10               |
| Új-Zéland (Recorded Music NZ)         | 6                |
| Spain (PROMUSICAE)                    | 21               |
| Svédország (Sverigetopplistan)        | 13               |
| Svájc (Schweizer Hitparade)           | 9                |
| Egyesült Királyság (UK Singles Chart) | 4                |
| US Billboard Hot 100                  | 2                |
| US Adult Contemporary (Billboard)     | 37               |
| US Hot Dance Club Songs (Billboard)   | 1                |
| Németország (Media Control Charts)    | 14               |

| Slágerlista (1987)            | Helyezés |
| ----------------------------- | -------- |
| Australia (Kent Music Report) | 65       |
| Canada Top Singles (RPM)      | 42       |
| US Billboard Hot 100          | 46       |